# Chalcosyrphus elegans
Espèce
Chalcosyrphus elegans est une espèce de diptères de la famille des Syrphidae, de la sous-famille des Eristalinae et de la tribu des Xylotini. Elle est trouvée en Birmanie.